# 岩村城

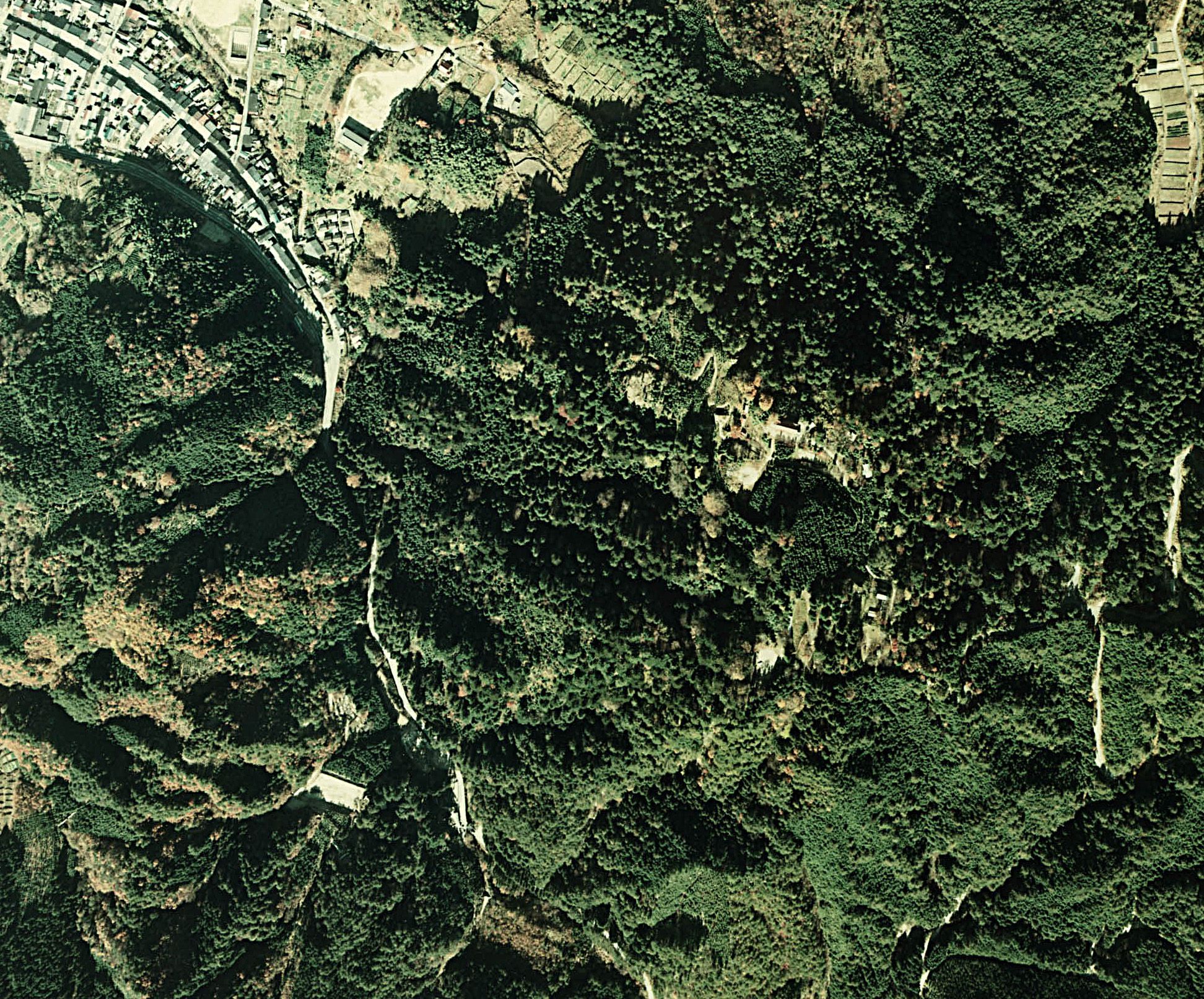
岩村城の航空写真（1976年撮影・国土航空写真）

岩村城是日本之城。所在地位於岐阜縣恵那市岩村町。江戶時代是岩村藩的藩庁。由於附近多霧、別名是霧城。目前仍殘留著「女城主」悲哀的故事。（為織田信長的姑姑豔之方）